# Villefargeau
Villefargeau – miejscowość i gmina we Francji, w regionie Burgundia-Franche-Comté, w departamencie Yonne.
Według danych na rok 1990 gminę zamieszkiwało 825 osób, a gęstość zaludnienia wynosiła 60 osób/km² (wśród 2044 gmin Burgundii Villefargeau plasuje się na 284. miejscu pod względem liczby ludności, natomiast pod względem powierzchni na miejscu 705.).